# 1077 (numero)
Millesettantasette (1077) è il numero naturale dopo il 1076 e prima del 1078.

## Proprietà matematiche
- È un numero dispari.
- È un numero composto da 4 divisori: 1, 3, 359, 1077. Poiché la somma dei suoi divisori (escluso il numero stesso) è 363 < 1077, è un numero difettivo.
- È un numero semiprimo.
- È un numero nontotiente in quanto dispari e diverso da 1.
- È un numero congruente.
- È un numero odioso.
- È un numero intero privo di quadrati.
- È parte delle terne pitagoriche (1077, 1436, 1795), (1077, 64436, 64445), (1077, 193320, 193323), (1077, 579964, 579965).

## Astronomia
- 1077 Campanula è un asteroide della fascia principale del sistema solare.
- NGC 1077A è una galassia spirale nella costellazione del Perseo.
- IC 1077 è una galassia nella costellazione della Bilancia.

## Astronautica
- Cosmos 1077 è un satellite artificiale russo.